# ستيفن دافنبورت
ستيفن دافنبورت هو سياسي أمريكي، ولد في 27 يونيو 1924، وتوفي في 17 أغسطس 2011 في ويليسلي (ماساتشوستس) في الولايات المتحدة. نشط حزبياً في الحزب الديمقراطي. وقد انتخب عضو مجلس نواب ماساتشوستس ‏.